# Grąsino
Grąsino (kaszb. Grąsëno lub Grosëno, niem. Gransin) – wieś w Polsce położona w województwie pomorskim, w powiecie słupskim, w gminie Redzikowo.
W latach 1975–1998 miejscowość administracyjnie należała do województwa słupskiego.

## Położenie
Wieś położona jest na północny wschód od Słupska, na Wysoczyźnie Damnickiej. Graniczy na północy z Rogawicą, Jezierzycami na zachodzie, na południu z Redzikowem i Wielogłowami, z Bięcinem na północnym wschodzie oraz na wschodzie z Karżniczką i Zagórzycą.
Na północ od wsi biegnie Linia kolejowa nr 202.

## Nazwa
Pierwszy raz wzmiankowana w 1323, nazwa ma genezę słowiańską. Ma charakter dzierżawczy i powstała przez dodanie do nazwy osobowej Gręza, Grąza formantu -ino. Friedrich Lorentz odnotował formy nazwy w lokalnych gwarach słowińskich: Grö́ų̯sänɵ, Grö́u̯sänɵ, wraz z nazwami mieszkańców – zarówno z pominiętym formantem -in-: Grą͂šȯu̯n, Grą͂šȯu̯nkă „grąsinianin, grąsinianka”, jak i w postaci pełnej: Grą͂säńȯu̯n, Grą͂säńȯu̯nkă „ts.”. Nazwa niemiecka jest adaptacją fonetyczną nazwy słowiańskiej, a współczesna polska forma z -s- błędną jej resubstytucją lub odwołaniem do wymowy słowińskiej.
Rada Języka Kaszubskiego proponuje kaszubską formę Grąsëno.

## Historia
Dawniej prawdopodobnie Grąsino było wsią o rzędowym charakterze zabudowy. Od końca lat 40. XX w. we wsi funkcjonowało Państwowe Gospodarstwo Rolne, które 1 stycznia 1952 roku zajmowało obszar 502 ha, a następnie Gospodarstwo Stacji Hodowli Roślin w Jezierzycach. Obecnie gospodarstwo wchodzi w skład Pomorsko-Mazowieckiej Hodowli Ziemniaka w Świeszynie koło Koszalina.

## Zabytki
Do rejestru zabytków wpisano:
- dwór z 1852, murowany, parterowy, dwuskrzydłowy z wystawką[12],

Obiektami o znaczeniu historycznym są:
- pałac z początku XX w. oraz murowany zespół folwarczny z połowy XIX w., a także naturalistyczny w stylu park przypałacowy z początku XX w. o powierzchni l ha.
- kamienny most nad torem linii kolejowej nr 202

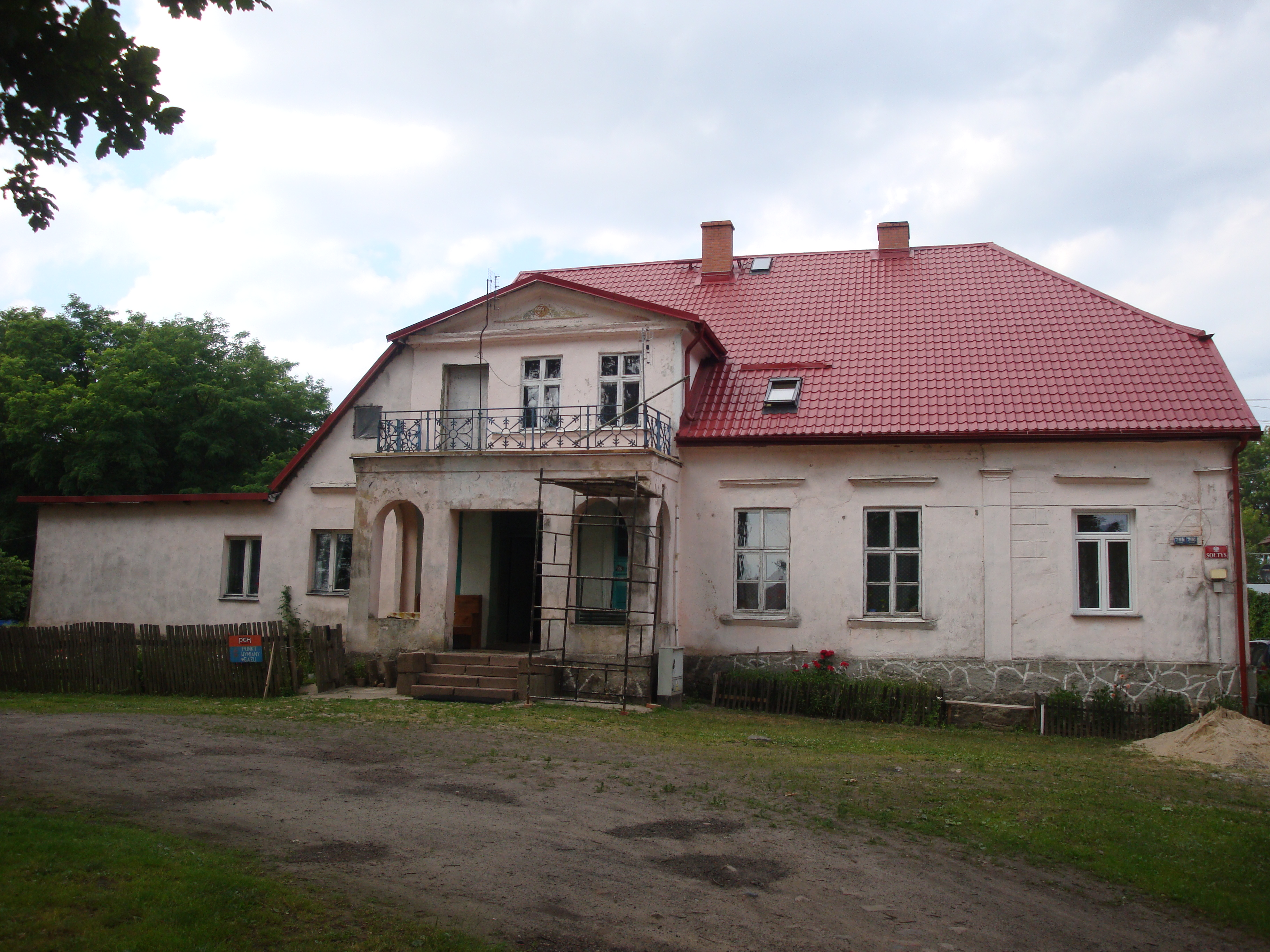
Zabytkowy dwór
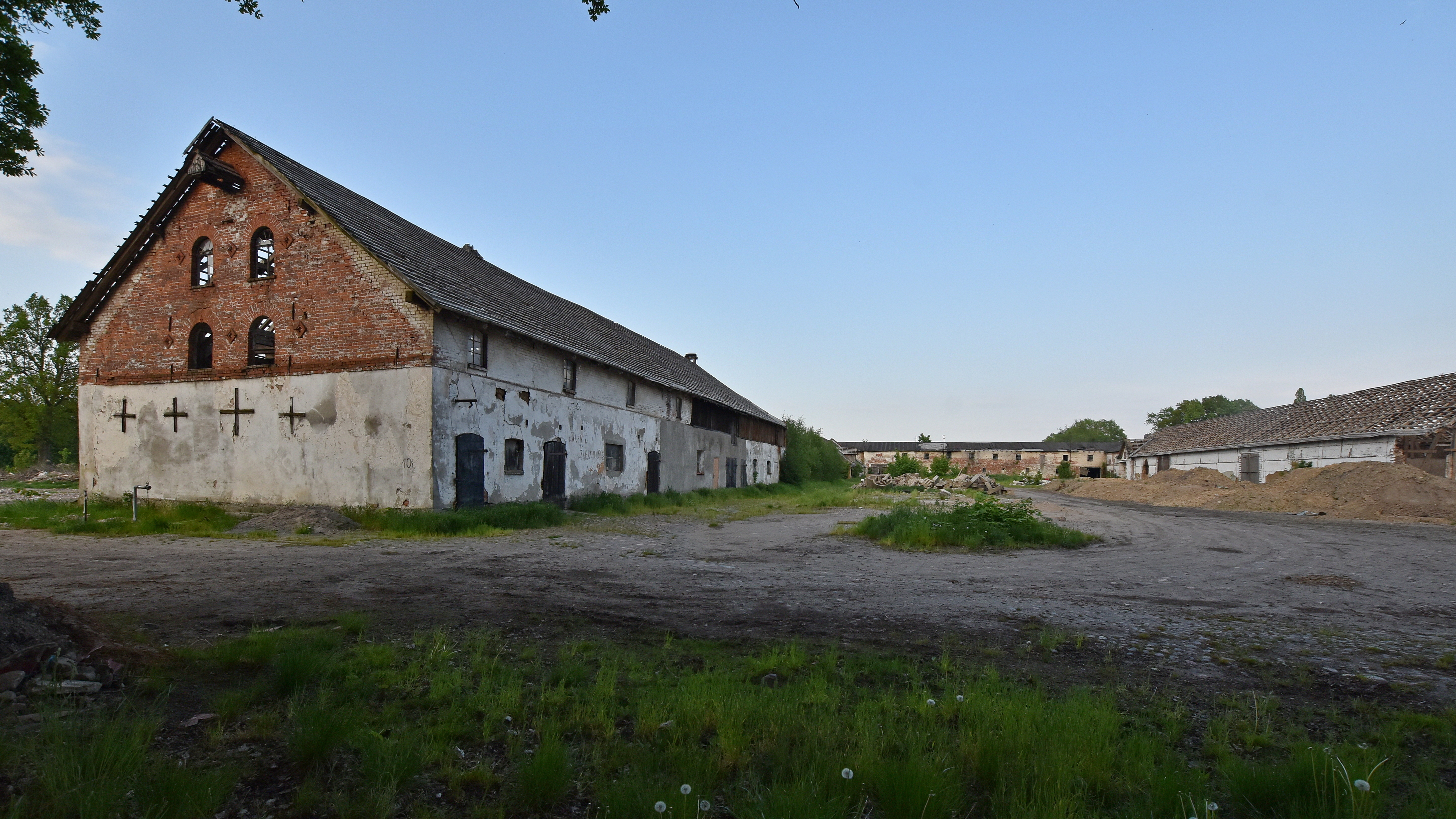
Budynki pofolwarczne
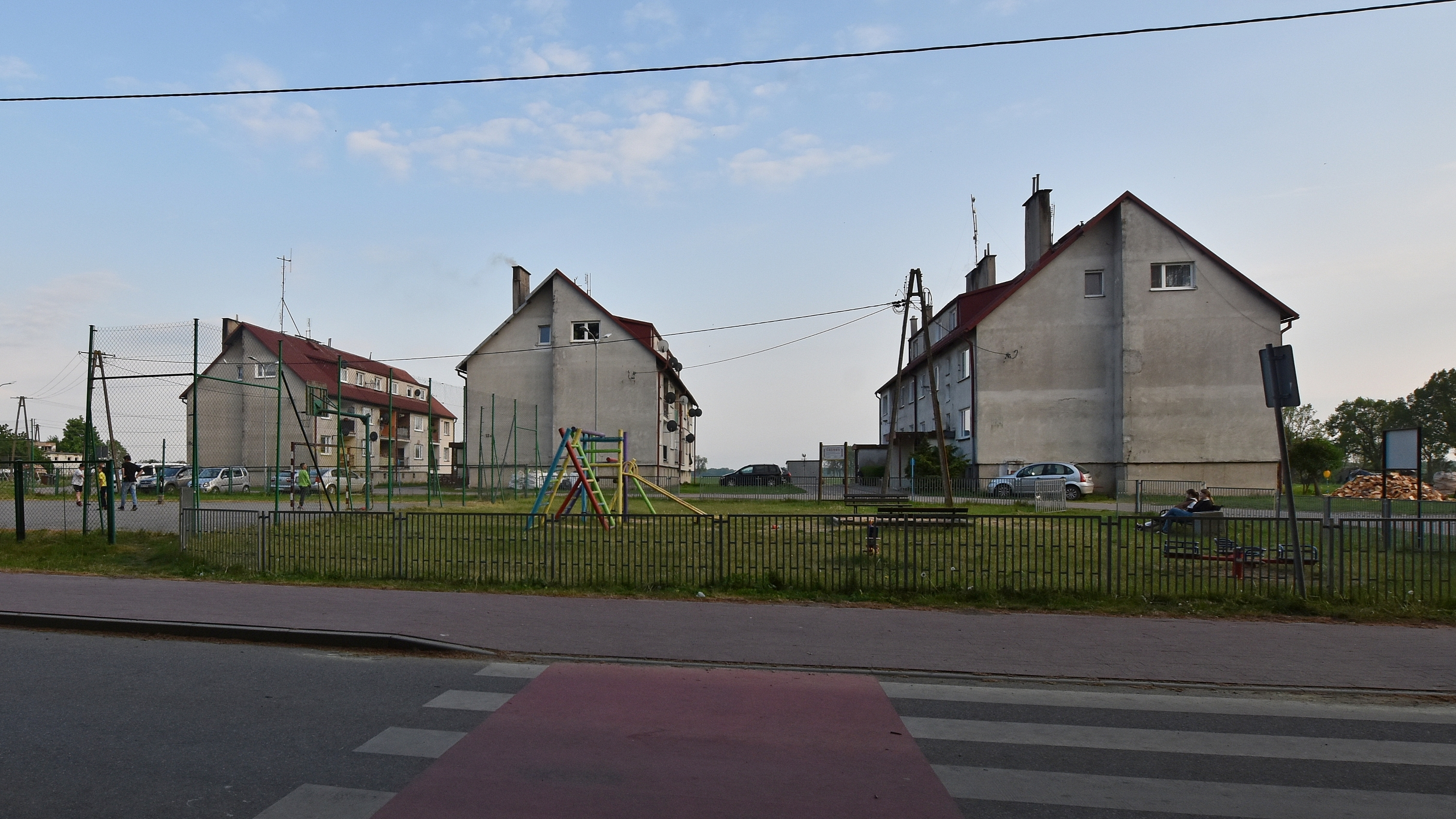
Zabudowa mieszkalna